# Genuit
Genuit Group plc (tidligere Polypipe Group) er en britisk producent af plastikrør til brug for en lang række af formål. De har hovedkvarter i Doncaster, og de er børsnoterede på London Stock Exchange.
Selskabet blev etableret under navnet Polypipe af Kevin McDonald og Geoff Harrison i 1980.